# Smoljanci
Smoljanci – wieś w Chorwacji, w żupanii istryjskiej, w gminie Svetvinčenat. W 2011 roku liczyła 189 mieszkańców.